# Osamu Maeda
Osamu Maeda (jap. 前田 治, Maeda Osamu; * 5. September 1965 in Fukuoka, Präfektur Fukuoka) ist ein ehemaliger japanischer Fußballspieler.

## Nationalmannschaft
1988 debütierte Maeda für die japanische Fußballnationalmannschaft. Maeda bestritt 14 Länderspiele und erzielte dabei sechs Tore. Mit der japanischen Nationalmannschaft qualifizierte er sich für die Asienmeisterschaft 1988.

## Errungene Titel
- Kaiserpokal: 1993